# Universidad de Mostaganem
La Universidad de Mostaganem o Universidad Abdelhamid Ibn Badis Mostaganem (en árabe: جــامــــــعة مستغانم عبد الحميد بن باديس) es una universidad pública argelina situada en la ciudad de Mostaganem. Fue fundada en 1978 a partir del antiguo Instituto tecnológico agrícola (ITA). La universidad dispone de siete campus universitarios, todos ellos en la misma ciudad. 
La universidad de Mostaganem dispone de un régimen lingüístico bilingüe, esto es, las clases se imparten en árabe y francés según la disciplina o la asignatura. 

## Cronología
- En 1969, creación del Instituto de Tecnología Agrícola (ITA de Mostaganem) donde se formaban los ingenieros en agronomía aplicada bajo el nombre de Hadj benabdellah Benzaza.
- En 1978, creación del centro universitario que abre sus puertas con una oferta de formación superior en ciencias exactas, biología.
- En 1984, Disolución y división del Centro Universitario de Mostaganem en cuatro escuelas e institutos.
- En 1992, nueva organización de las instituciones de educación superior de Mostaganem.
- En 1997, fusión de las estructuras pedagógicas del instituto de agronomía en el centro universitario.
- En 1998, creación de la Universidad Abdelhamid Ibn Badis de Mostaganem por decreto n.º 98-220 (UMAB).

## Facultades e Institutos
La Universidad de Annaba es pluridisciplinar e imparte la formación y gestiona la investigación en varios campos científicos. La estructura interna de la Universidad se organiza de la siguiente manera:
- Facultad de Ciencias exactas e informática (FSEI)

- Facultad de Ciencias de la naturaleza y de la vida (FENV)

- Facultad de Ciencias y de la Tecnología (FST)

- Facultad de Letras y Artes Árabes (FLAA)

- Facultad de Letras Extranjeras (FLE)

- Facultad de Derecho y Ciencias políticas (FDSP)

- Facultad de Ciencias económicas, comerciales y de Ciencias de la gestión (FSECSG)

- Facultad de Ciencias Sociales (FSS)

- Instituto de Educación Física y deportiva (IEPS)

Nota: los acrónimos siguen el formato francés tal y como se usa.